# سی¹ قنطورس
سی¹ قنطورس یک ستاره است که در صورت فلکی قنطورس قرار دارد.